# Гимн Беларуси
Госуда́рственный гимн Респу́блики Белару́сь «Мы, белору́сы» (бел. Дзяржаўны гімн Рэспублікі Беларусь «Мы, беларусы») — один из официальных символов Беларуси наряду с гербом и флагом. Музыка написана Нестором Соколовским и в 1955 году, уже после смерти автора, была утверждена в качестве гимна Белорусской ССР. Автор первоначального текста гимна — Михась Климкович (1899—1954). В 2002 году текст Климковича был переработан Владимиром Каризной с учётом новых реалий.
Беларусь является одним из трёх бывших советских государств, наряду с Таджикистаном (Гимн Таджикистана) и Узбекистаном (Гимн Узбекистана), которые используют для современного гимна музыку своего советского гимна. Остальные бывшие советские республики приняли в качестве музыки своего нового гимна другие мелодии (включая Россию, которая с декабря 2000 года использует для своего гимна мелодию гимна СССР).

## Выбор гимна
Для выбора гимна 2 января 2002 года была создана конкурсная комиссия во главе с президентом Республики Беларусь. Комиссии было представлено пять вариантов гимна, и было принято решение провести опрос общественного мнения. 6–9 июня 2002 года версии гимна, представленные на конкурсе, транслировались по телевидению и радио, и были опубликованы в газете «Советская Белоруссия». Граждане могли высказывать своё мнение при помощи телефонного голосования, а также оставлять комментарии по почте.
Результаты опроса были следующими:
| Количество голосов | Первая строка текста                  | Автор музыки   | Автор текста |
| ------------------ | ------------------------------------- | -------------- | ------------ |
| 37 347             | «Красуй, Беларусь...»                 | В. Раинчик     | Л. Прончак   |
| 26 279             | «Радзіма, мая дарагая...»             | В. Оловников   | А. Бачило    |
| 25 636             | «Мы, беларусы — мірныя людзі...»      | Н. Соколовский | В. Каризна   |
| 15 947             | «Мы — беларусы, сейбіты з роду...»    | Н. Соколовский | Д. Морозов   |
| 8688               | «Край беларускі, край наш айчынны...» | Н. Соколовский | И. Корендо   |

Гимн «Красуй, Беларусь» был переработкой предложенного в 1992 году варианта гимна «Жыве, Беларусь», на слова В. Некляева и музыку В. Раинчика. В трёх других вариантах гимна была использована музыка гимна БССР Н. Соколовского, а вариант В. Каризны использовал и элементы текста гимна БССР, написанного М. Климковичем.
Конкурсная комиссия рекомендовала гимн «Мы, беларусы — мірныя людзі...» на слова В. Каризны, обосновав это тем, что большинство граждан (50 271 голос из 113 254) предпочло музыку Н. Соколовского.

## Текст
С 1994 до 2002 года гимн «Мы, белорусы» исполнялся в официальных церемониях без слов. В 2002 году текст М. Климковича был переработан В. Каризной и принят в качестве Государственного гимна Республики Беларусь.

### Текст гимна Республики Беларусь
Слова М. Климковича, В. Каризны
Музыка Н. Соколовского
| Текст на белорусском Мы, беларусы — мірныя людзі, Сэрцам адданыя роднай зямлі, Шчыра сябруем, сілы гартуем Мы ў працавітай, вольнай сям’і. Слаўся, зямлі нашай светлае імя, Слаўся, народаў братэрскі саюз! Наша любімая маці-Радзіма, Вечна жыві і квітней, Беларусь! Разам з братамі мужна вякамі Мы баранілі родны парог, У бітвах за волю, бітвах за долю Свой здабывалі сцяг перамог! Слаўся, зямлі нашай светлае імя, Слаўся, народаў братэрскі саюз! Наша любімая маці-Радзіма, Вечна жыві і квітней, Беларусь! Дружба народаў — сіла народаў — Наш запаветны, сонечны шлях. Горда ж узвіся ў ясныя высі, Сцяг пераможны — радасці сцяг! Слаўся, зямлі нашай светлае імя, Слаўся, народаў братэрскі саюз! Наша любімая маці-Радзіма, Вечна жыві і квітней, Беларусь! | Лирический перевод на русский Мы, белорусы — мирные люди, Сердцем преданы родной земле. Искренне дружим, силы готовим Мы в работящей вольной семье. Славься, земли нашей светлое имя, Славься, народов братский союз! Наша любимая мама-Отчизна, Вечно живи и цвети, Беларусь! Вместе с братьями храбро веками Родину мы от врагов охраняли, В битвах за волю, в битвах за долю Знамя победное мы добывали! Славься, земли нашей светлое имя, Славься, народностей братский союз! Наша любимая мама-Отчизна, Вечно живи и цвети, Беларусь! Дружба народов — сила народов — Наш заповедный солнечный путь. Гордо же взвейся в ясные выси, Знамя победное — радости флаг. Славься, земли нашей светлое имя, Славься, народов братский союз! Наша любимая мама-Отчизна, Вечно живи и цвети, Беларусь! |

## Ноты
- Переложение для голоса и фортепиано, лист 1
- Переложение для голоса и фортепиано. лист 2
- Клавир, лист 1
- Клавир, лист 2

## Гимн Белорусской Народной Республики
В качестве гимна Белорусской Народной Республики, провозглашённой 25 марта 1918 года и прекратившей своё существование в декабре 1918 года, политическими организациями белорусской эмиграции использовался марш «Мы выйдзем шчыльнымі радамі» (с бел. — «Мы выйдем плотными рядами»), также известный как «Ваяцкі марш» (с бел. — «Воинский марш»). Марш был принят в качестве гимна в 1920 году. На момент его написания республика уже де-факто прекратила своё существование, а руководство БНР уже находилось в изгнании.
В 1991 году, после обретения Белоруссией независимости, выдвигались предложения сделать «Воинский марш» гимном Белоруссии наряду с восстановлением герба «Погоня» и бело-красно-белого флага в качестве государственных символов. В качестве альтернативного варианта гимна тогда же рассматривался полонез Огинского.
| Текст Мы выйдзем шчыльнымі радамі На вольны родны свой прастор. Хай воля вечна будзе з намі, А гвалту мы дамо адпор! Няхай жыве магутны, смелы Наш беларускі вольны дух; Штандар наш бел-чырвона-белы, Пакрый сабой народны рух! На бой! За шчасце і за волю Народу слаўнага свайго! Браты, цярпелі мы даволі. На бой усе да аднаго! Імя і сілу беларуса Няхай пачуе й бачыць той, Хто смее нам нясці прымусы I першы выкліча на бой. Браты, да шчасця мы падходзім: Хай гром грыміць яшчэ мацней! У крывавых муках мы народзім Жыццё Рэспублікі сваёй! |  | Подстрочный перевод Мы выйдем плотными рядами На свободный родной свой простор. Пусть свобода вечно будет с нами, А насилию мы дадим отпор! Да здравствует могучий, смелый Наш белорусский вольный дух; Штандарт наш бело-красно-белый, Покрыл собой народное движение! В бой! За счастье и за волю Народа славного своего! Братья, терпели мы достаточно. В бой все до одного! Имя и силу белоруса Пусть услышит и увидит тот, Кто смеет нам нести принуждение И первый вызовет на бой. Братья, к счастью мы подходим: Пусть гром гремит ещё сильней! В кровавых муках мы родим Жизнь республики своей! |

## Гимн Белорусской ССР
В среде белорусских национал-демократов в 1920-х годах был распространён гимн «Мы выйдем плотными рядами», впоследствии получивший название «нацдемовский». В разгар репрессий гимн был признан враждебным советскому государству.
Выдержки из Приказа № 108 от 3 ноября 1939 года (проект) Нач. Главного Управления по делам литературы и издательств (Главлит БССР):
«Восьмое марта. Сборник (на евр. яз.). Составитель Я. Рубенчик. — Белгиз. — Минск. — 1926. В сборнике имеется раздел „Новые времена — новые песни“. На первом месте в этом разделе идет нацдемовский белорусский „гимн“, на втором — „Интернационал“. В этот же раздел входит и бульварная песенка „Кирпичи“ (стр. 52). У составителя пролетарский международный гимн, нацдемовский „гимн“ и бульварная песенка политически равноценны. На стр. 63 — идеализация Троцкого… Пионерские песни. Составлено и редактировано литгруппой „Юнгер Арбейтер“. — Белгиз. — 1927. На первом месте в сборнике помещен нацдемовский „белорусский гимн“…. Нач. Главлита БССР Фролов».
Официальный гимн был впервые представлен перед жюри в 1944 году. Однако понадобилось 11 лет, прежде чем он был официально принят. Исполнен впервые гимн был 24 февраля 1955 года.

### Текст гимна Белорусской ССР
Слова М. Климковича

Музыка Н. Соколовского
| Официальная версия Мы, беларусы, з братняю Руссю Разам шукалі к шчасцю дарог. У бітвах за волю, у бітвах за долю З ёй здабылі мы сцяг перамог! Нас аб’яднала Леніна імя, Партыя к шчасцю вядзе нас у паход. Партыі слава! Слава Радзіме! Слава табе, беларускі народ! Сілы гартуе люд Беларусі У братнім саюзе, у мужнай сям’і Вечна мы будзем, вольныя людзі, Жыць на шчаслівай, вольнай зямлі! Нас аб’яднала Леніна імя, Партыя к шчасцю вядзе нас у паход. Партыі слава! Слава Радзіме! Слава табе, наш свабодны народ! Дружба народаў — сіла народаў, К шчасцю працоўных сонечны шлях Горда ж узвіся ў светлыя высі, Сцяг камунізму — радасці сцяг! Нас аб’яднала Леніна імя, Партыя к шчасцю вядзе нас у паход. Партыі слава! Слава Радзіме! Слава табе, наш савецкі народ! |  | Подстрочный перевод Мы, белорусы, с братскою Русью, Вместе искали к счастью дорог. В битвах за волю, в битвах за долю, С ней добыли мы флаг побед! Нас объединило Ленина имя, Партия к счастью ведёт нас в поход. Партии слава! Слава Родине! Слава тебе, белорусский народ! Силы собирает народ Белоруссии В братском союзе, в храброй семье Вечно мы будем, свободные люди, Жить на счастливой, вольной земле! Нас объединило Ленина имя, Партия к счастью ведёт нас в поход. Партии слава! Слава Родине! Слава тебе, наш свободный народ! Дружба народов — сила народов, К счастью трудящихся солнечный путь Гордо ж возвысься в светлые выси, Флаг коммунизма — радости флаг! Нас объединило Ленина имя, Партия к счастью ведёт нас в поход. Партии слава! Слава Родине! Слава тебе, наш советский народ! |

### Комментарии
1. ↑  Гимн «Мы, беларусы» исполнялся без слов во время церемонии инаугурации президента Александра Лукашенко в 1994 году.